# 松陶铁路
松陶铁路是一条连接吉林省松原市和同市扶余县陶赖昭镇的铁路，自长白铁路松原站向东南引出，经永平、三井子、弓棚子、向东南经肖家至陶赖昭镇，接入京哈铁路团山站，全长110公里，设计最高时速160公里。全线设松原北、三井子、弓棚子、扶余西4站，为国家I级铁路，于2014年12月10日开通运营，由沈阳铁路局管辖。

## 历史
松陶铁路于2010年10月2日开工，于2013年11月完成线路主体工程，2014年12月10日开通运营。初期设计年间货运能力为1000万吨，开通客运列车2对，远期设计年间货运能力2000万吨，开通客运列车8对。